# Edgars (warenhuis)
Edgars is een in Johannesburg gevestigde detailhandelsonderneming met warenhuizen en speciaalzaken. De meer dan 200 winkels zijn met name in Zuid-Afrika. Daarnaast zijn er winkels in Namibië, Zambia en Botswana, evenals in de hoofdsteden eSwatini (Swaziland), Lesotho en Ghana. Het bedrijf werd in 1929 opgericht in Johannesburg, Zuid-Afrika en was eigendom van Edcon. Vanwege de economische moeilijkheden als gevolg van de COVID-19-pandemie werd het bedrijf te koop gezet en uiteindelijk verkocht aan Retailability.
Edgars Stores Limited is een afzonderlijk bedrijf dat de bedrijven in Zimbabwe exploiteert. De warenhuizen Edgars en Jet, evenals Edgars Financial Services en Carousel, de in Bulawayo gevestigde productietak vormen eveneens afzonderlijke takken.

## Geschiedenis
Als onderdeel van Edcon werd Edgars in 2007 betrokken bij een noodlottige overname door de Amerikaanse private equity-onderneming Bain Capital Private Equity LP, die het moederbedrijf met schulden opzadelde net op het moment dat de economie een neergang doormaakte na de wereldwijde financiële crisis. In juni 2020 zette Edcon de keten in de uitverkoop. 7 juli 2020 werd aangekondigd dat Edcon een overnameovereenkomst had getekend met het in Durban gevestigde Retailability, dat 460 winkels in Zuid-Afrika exploiteert en eigenaar is van de merken Legit, Beaver Canoe en Style. Edcon had vier jaar eerder Legit aan Retailability verkocht.
In 2014 opende Edgars een nieuw winkelcentrum van 50.000 vierkante meter in Nairobi, Kenia . In 2018 introduceerde Edgars een nieuwe, grotere winkel van 8.000 m² in de Fourways Mall in Johannesburg, met bomen, speelruimtes, een koffiebar, schoonheidssalons en een textielbedrukservice. Edgars promootte het nieuwe warenhuisconcept als "een centraal, met bomen omzoond stadsplein dat de zintuigen prikkeld".
In januari 2020 kondigde het aan zijn winkel van 6.000 vierkante meter in de chique Rosebank Mall in de buitenwijk Rosebank in Johannesburg te sluiten.

## Zimbabwe
In 1946 betrad Edgars de markt in Zuid-Rhodesië (nu Zimbabwe). Het werd genoteerd aan de Southern Rhodesian Stock Exchange, nu de Zimbabwe Stock Exchange in 1974. In 2011 opende het een nieuwe winkel in het winkelcentrum Joina Centre in Harare. In 2019 werd een winkel geopend in Kadoma. Er zijn vier Edgars-winkels in Harare.
Er zijn vier Edgars-winkels in Harare.